# Mandjelia galmarra
Mandjelia galmarra là một loài nhện trong họ Barychelidae. Loài này phân bố ờ Queensland.